# Снежная куропатка
Снежная куропатка (лат. Lerwa lerwa) — вид куропаток из семейства фазановых. Единственный представитель своего рода.

## Описание
У птиц короткие округлые крылья и сильный клюв. У самцов на ногах шпора. Оперение верхней части тела самца и самки, а также головы и шеи полосами чёрно-белого цвета. Нижняя часть тела каштанового цвета. Клюв и ноги кораллового цвета.

## Распространение
Вид населяет Гималаи от Кашмира и Гархвала до Тибета, а также несколько высокогорных массивов в Китае. Птицы обитают на покрытых травой склонах гор и в ущельях скал на высоте от 2900 до 5500 м над уровнем моря.